# 南区 (岡山市)
南区（みなみく）は、岡山市を構成する4行政区のうちのひとつである。区域は市の南西部に位置する。

## 概要

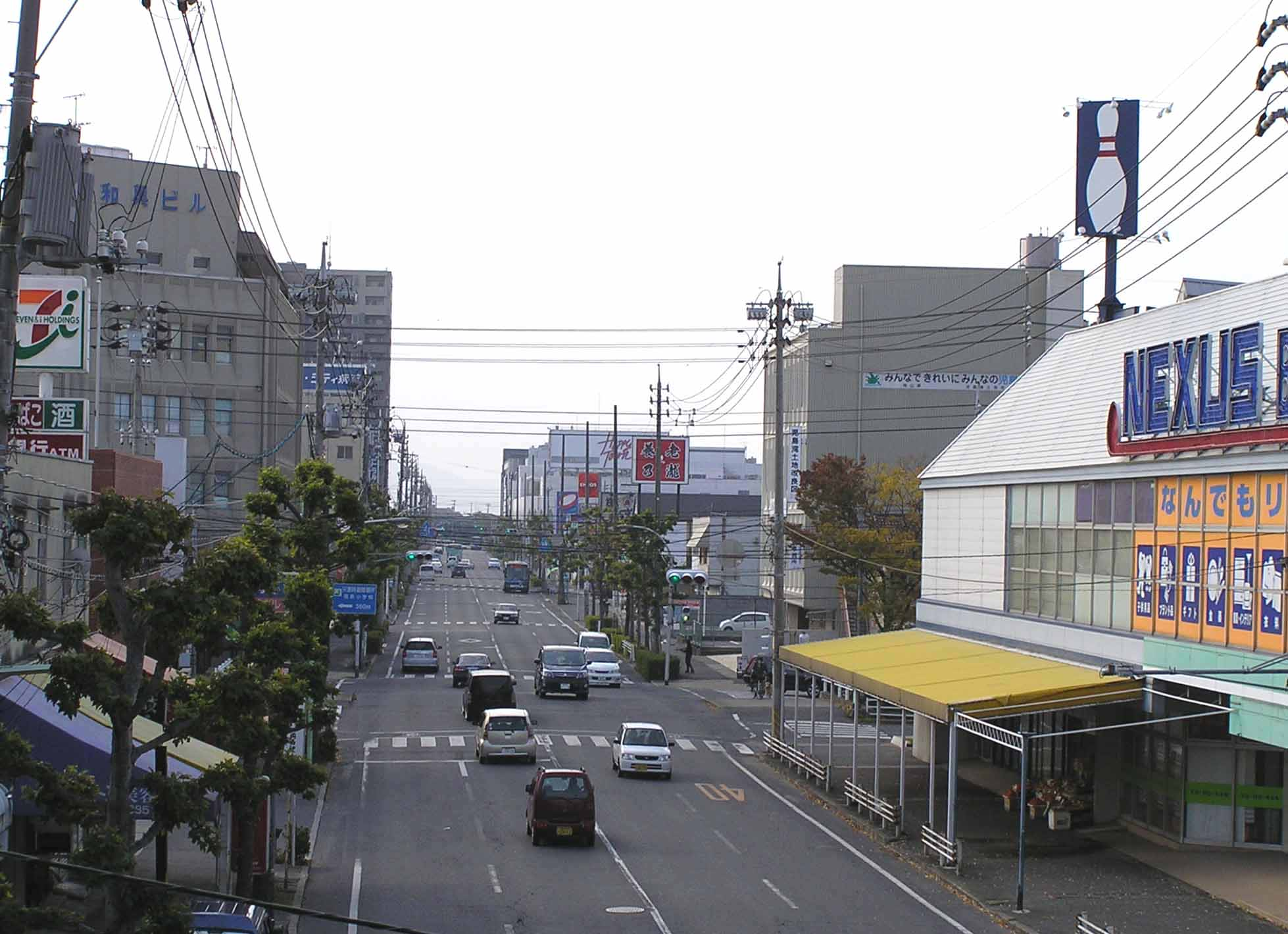
岡南地区市街地

南区の区域は過半が江戸時代から昭和30年代にかけて造成された干拓地であり、中国地方有数の穀倉地帯をなしている。また、東には中国山地に源を発する旭川が、西部には笹ヶ瀬川、倉敷川の河川が流れているほか、区南部には1962年（昭和37年）に完成した世界最大級の人造湖・児島湖があり、児島湾を挟んで児島半島には金甲山や貝殻山の山々が連なっており、瀬戸内海国立公園の一角として風光明媚な景観をつくっている。農業が盛んであり、コメ・ムギ・スイートピー・千両ナス・レンコン・レタスなどの栽培が行われている。
一方で区内には国道30号が通り、軽工業系の工場が立地している。国道沿線を中心として住宅街が形成され、市内4行政区のうちで若年層の比率が最も高くなっており、若者向けの商店の出店も活発に行われている。
行政区データ
- 区役所 ： 浦安総合運動公園駐車場用地に新たに設置
※ 2013年（平成25年）12月24日に、浦安総合運動公園駐車場用地に鉄骨造4階建の区役所を開所[1]。開所後は、暫定利用した旧南区役所は南区役所灘崎支所となる[2]。
- 中学校区 ： 福浜、福南、芳泉、芳田、光南台、妹尾、福田、興除、藤田、灘崎
- 区長 ： 小川雅史（2015年4月～、前・岡山市中央卸売市場事業部長）
川野豊（2012年4月～2015年3月、前・東区長）

## 人口
| 南区（に相当する地域）の人口の推移                                                                                         |           |  |
| \| 2005年（平成17年） \| 165,193人 \| \| \| 2010年（平成22年） \| 167,714人 \| \| \| 2015年（平成27年） \| 168,181人 \| \| |           |  |
| 総務省統計局 国勢調査より                                                                                                  |           |  |
| 2005年（平成17年） | 165,193人 |  |
| 2010年（平成22年） | 167,714人 |  |
| 2015年（平成27年） | 168,181人 |  |

## 地理
- 河川
  - 一級河川
    - 旭川

  - 二級河川
    - 笹ヶ瀬川
    - 倉敷川
- 湖沼

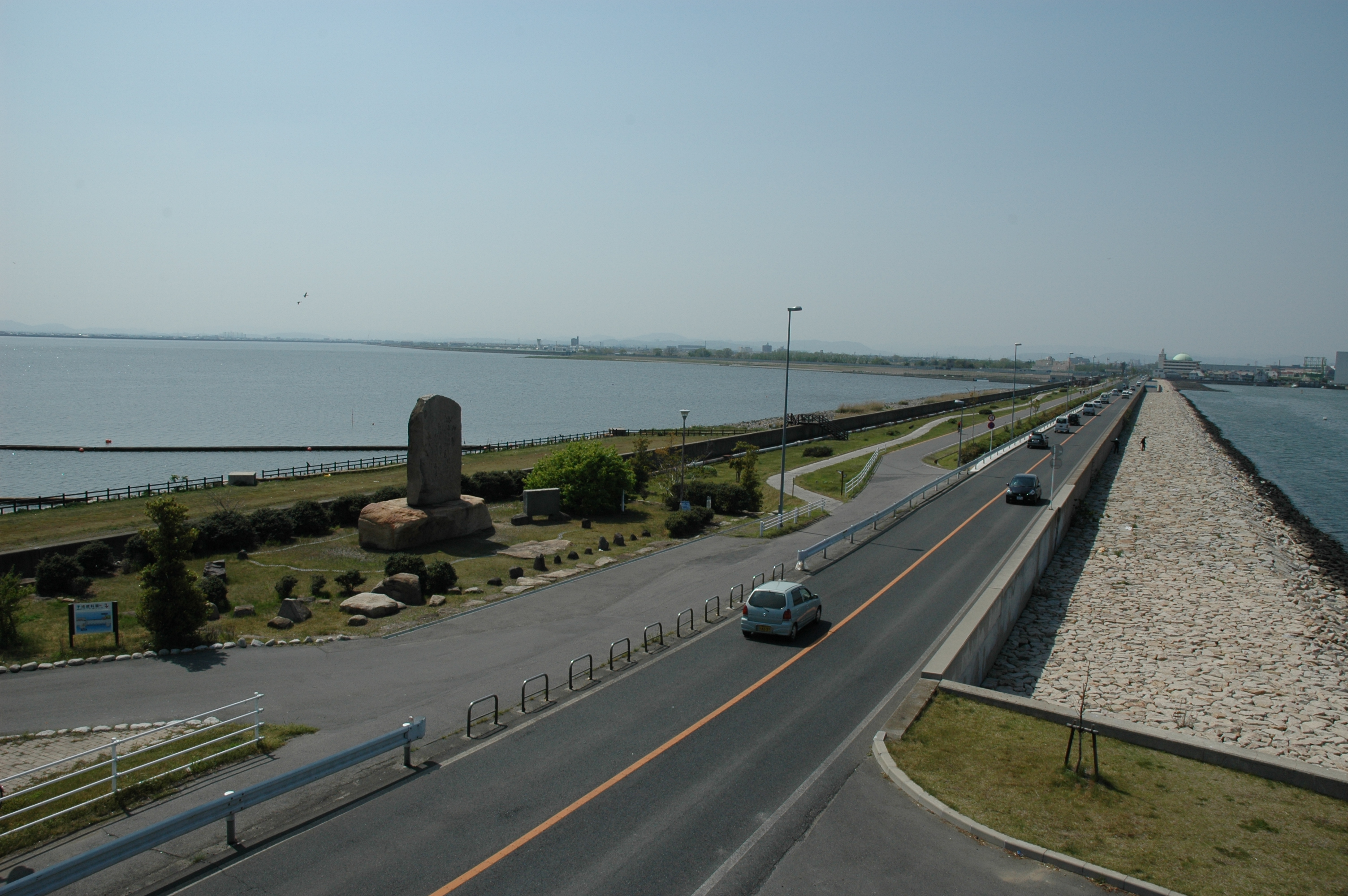
児島湖締切堤防

  - 児島湖：1962年（昭和37年）児島湾を堤防で締め切って造られた農業灌漑用の人工湖。湖内で玉野市と接する。
- 山
  - 金甲山（403m）
  - 常山（307m）
  - 貝殻山（288m）

## 歴史
南区の区域は古代、吉備の穴海と呼ばれる遠浅の海が広がっており、現在の児島半島は「児島」という島であった。灘崎地区には西日本でも屈指の縄文期の貝塚（彦崎貝塚）が存在している。江戸時代に入り、岡山藩池田氏による児島湾の干拓が行われ、当新田や興除新田などが開発された。明治時代に入ると、藤田財閥の藤田伝三郎が干拓事業を引き継ぎ、以降、昭和30年代に至るまで行われた。区内には樋門・堤防などの、干拓遺跡が数多く残されている。
干拓地においては、地下水による塩害によりコメの不作が続いていたが、排水装置の整備や土地改良によって塩害を克服し、昭和40年代以降には農業の機械化が進められ、中国地方屈指の穀倉地帯として、大規模な農地を背景に高い生産性をあげている。
昭和60年代以降は妹尾地域地区、浦安地区を中心に新興住宅地が急速に拡大し、人口が増加している。しかし、広い平野部に人口が拡散して分布しているため、鉄道やバス等の公共交通機関が未発達の地区もあり、自家用車への依存度が高く、国道30号を中心に渋滞が恒常化している。

### 行政区画の変遷
- 1878年（明治11年）、郡区町村編制法により御野郡役所を巌井（石井）村（現：岡山市北区）に置き、また岡山区が御野郡より分立した。
- 1889年（明治22年）6月1日　町村制施行 
  - 御野郡福浜村・芳田村
  - 児島郡甲浦村・大門村・東興除村・西興除村・灘村・彦崎村
  - 都宇郡箕島村・妹尾村（早島町及び岡山市）・大福村・山田村
- 1898年（明治31年）1月1日
  - 児島郡大門村が改称して小串村となる。
- 1899年（明治32年）8月1日 御野郡福浜村の一部が岡山市に編入。
- 1900年（明治33年）4月1日、御野郡と津高郡が合併して御津郡となり、都宇郡、窪屋郡が合併し、都窪郡となった。
- 1902年（明治35年）4月1日　
  - 妹尾村と箕島村が合併して都窪郡妹尾村となった。
  - 大福村と山田村が合併して都窪郡福田村となった。
- 1905年（明治38年）4月1日 東興除村と西興除村が合併して児島郡興除村に。
- 1906年（明治39年）4月1日 灘村・彦崎村（彦崎・川張）が合併して児島郡灘崎村に。
- 1912年（明治45年）4月1日 児島郡藤田村が児島湾干拓地第2区に設立。
- 1931年（昭和6年）4月1日 御津郡福浜村全域が岡山市に編入。
- 1948年（昭和23年）4月1日 児島郡興除村の一部を都窪郡茶屋町（現：倉敷市茶屋町）に編入。
- 1949年（昭和24年）4月1日 灘崎村が町制施行して児島郡灘崎町となる。
- 1950年（昭和25年）12月1日 児島湾埋立地を岡山市に編入。
- 1952年（昭和27年）4月1日 御津郡芳田村、児島郡甲浦村が岡山市に編入。 
  - 12月1日 児島郡興除村の一部を倉敷市に編入。
- 1954年（昭和29年）4月1日 児島郡小串村が岡山市に編入。
- 1971年（昭和46年）3月8日 都窪郡妹尾町、福田村が岡山市に編入。
- 1971年（昭和46年）5月1日 児島郡興除村が岡山市に編入。
- 1975年（昭和50年）5月1日 児島郡藤田村が岡山市に編入。
- 2005年（平成17年）3月22日 児島郡灘崎町が岡山市に編入。
- 2009年（平成21年）4月1日　政令指定都市移行に伴い岡山市南区となる。
- 2010年（平成22年）3月22日 灘崎町合併特例区の設置期間が平成22年3月21日で満了したことに伴い、住所表示から「灘崎町」が削除された。

### 区名
区名は、公募により選ばれ、1位：南区、2位：岡南区、3位：児島区、4位：西区、5位：港区であったが、旧地域名は採用しないという方針と、最も支持を集めたことにより、「南区」が選ばれた。

## 公共機関

### 行政

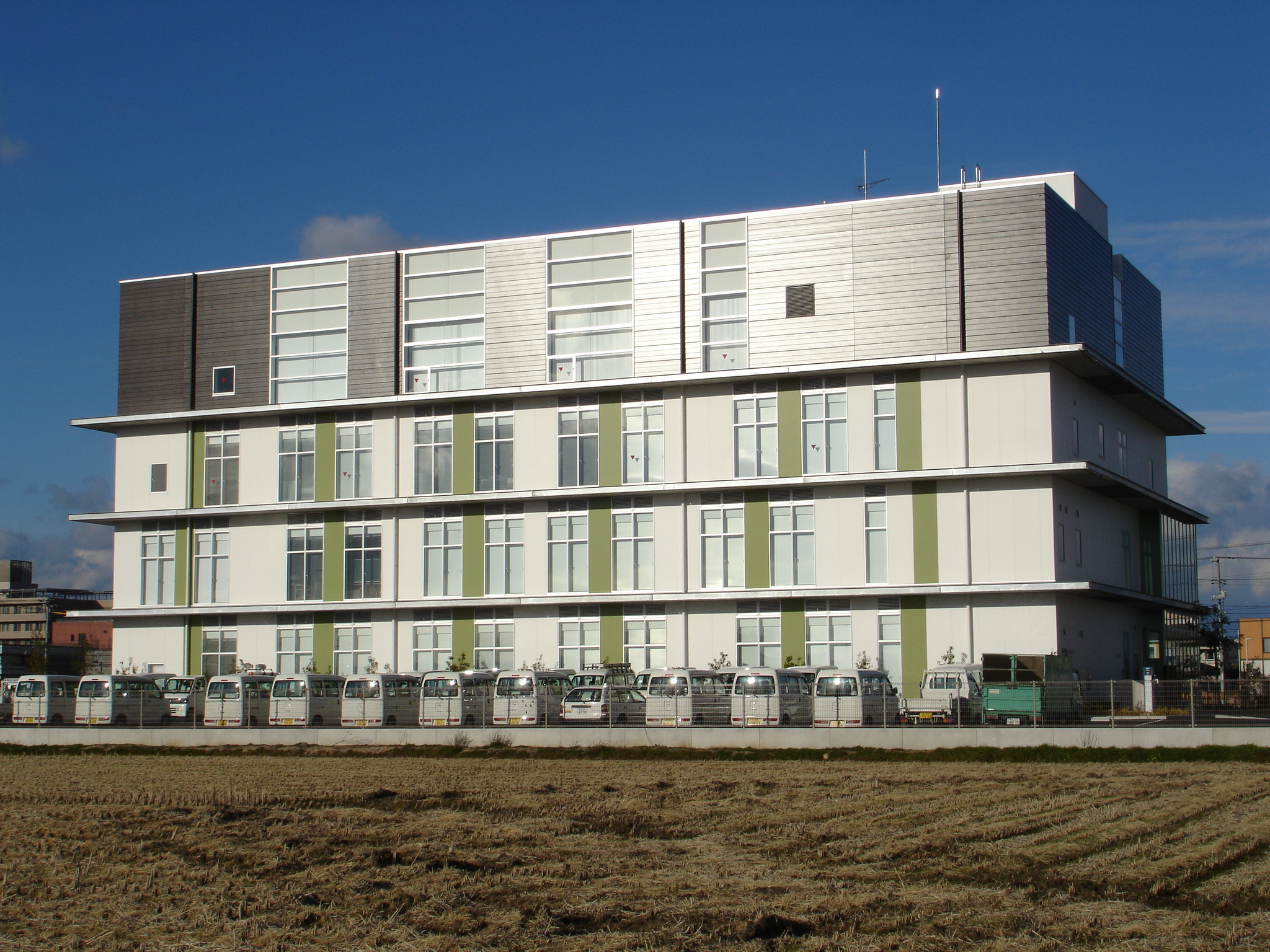
南区役所新庁舎（南側）

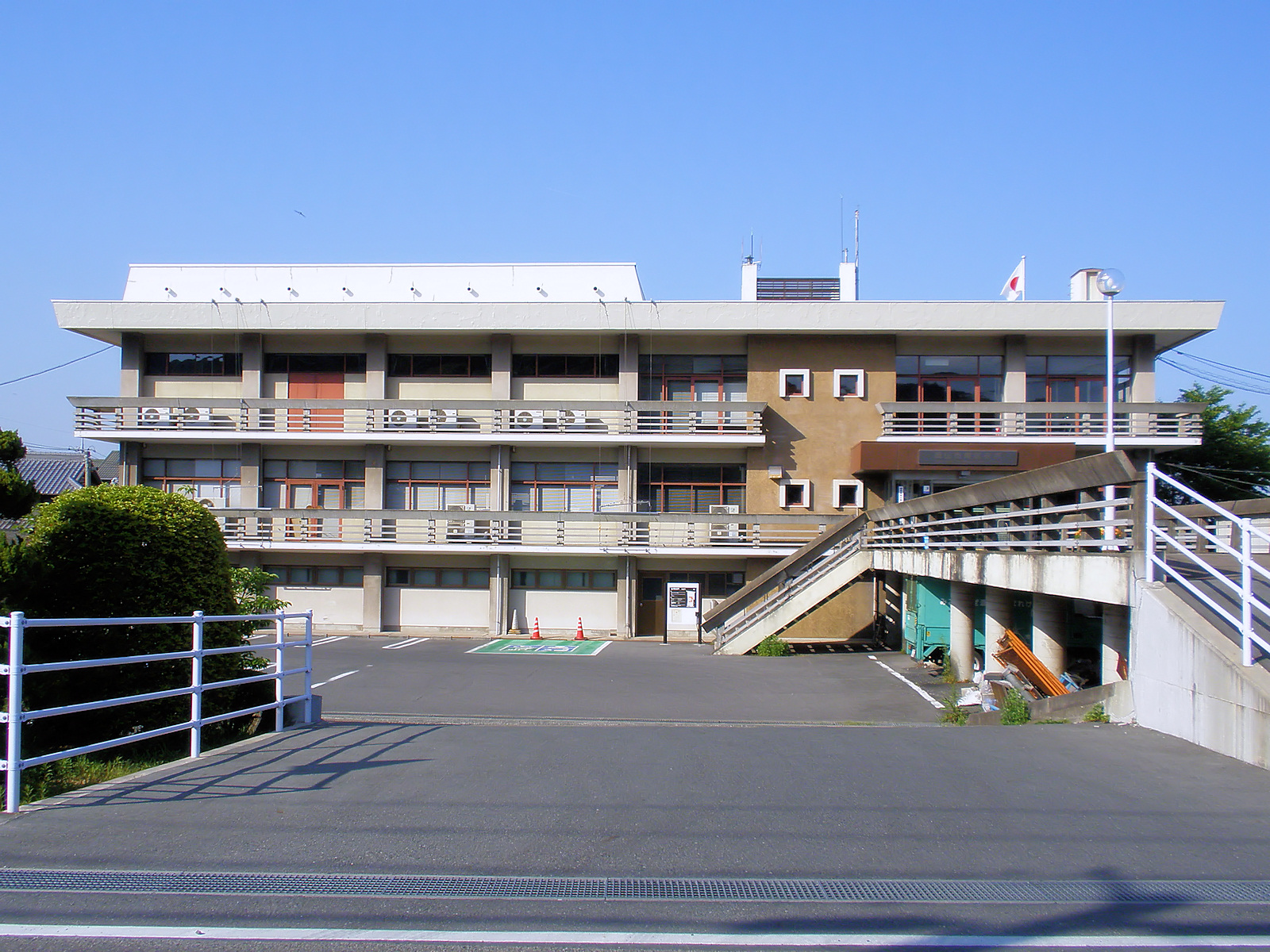
灘崎支所
（2013年12月23日まで南区役所として暫定利用されていた。）

- 岡山市南区役所 岡山市南区浦安南町495-5
  - 藤田地域センター （旧藤田支所） 岡山市南区藤田508
  - 興除地域センター （旧興除支所） 岡山市南区中畦593
  - 妹尾地域センター （旧妹尾支所） 岡山市南区箕島1024-8
  - 福田地域センター （旧福田支所） 岡山市南区古新田1089
  - 児島地域センター （旧児島支所） 岡山市南区北浦716
  - 福浜地域センター （2011年新設） 岡山市南区福富中1-16-22[3]
  - 灘崎支所 （旧南区役所） 岡山市南区片岡207[4]

- 岡山南警察署　　岡山市南区泉田五丁目4-6
- 岡山市南消防署　岡山市南区南輝二丁目2-5
  - 妹尾出張所
  - 灘崎出張所
- 南区南福祉事務所 岡山市南区福田690-1（南ふれあいセンター内）
- 南区西福祉事務所 岡山市南区妹尾880-1（西ふれあいセンター内）

### 市の施設
岡山ふれあいセンター
- 南ふれあいセンター　 岡山市南区福田690-1
- 西ふれあいセンター　 岡山市南区妹尾880-1

岡山市中央卸売市場
- 青果部・水産物部 岡山市南区市場1-1
  - 市場ふくふく通り
- 花き部 岡山市南区市場2-1

公民館
- 福浜公民館
- 南公民館
- 岡南公民館
- 芳田公民館
- 妹尾公民館
- 福田公民館

- 光南台公民館
  - 甲浦分室
- 興除公民館
- 藤田公民館
- 灘崎公民館

## 医療機関
- 岡山市立せのお病院
- 岡山労災病院
- 慈圭会 慈圭病院
- 重井医学研究所附属病院
- セントラル・シティ病院

## 教育

### 高等学校
公立
- 岡山県立岡山芳泉高等学校
- 岡山県立興陽高等学校

私立
- 岡山高等学校（※中高併設）

### 中学校
市立
- 岡山市立福浜中学校
- 岡山市立福南中学校
- 岡山市立芳泉中学校
- 岡山市立芳田中学校
- 岡山市立光南台中学校

- 岡山市立妹尾中学校
- 岡山市立福田中学校
- 岡山市立興除中学校
- 岡山市立藤田中学校
- 岡山市立灘崎中学校

私立
- 岡山中学校（※中高併設）

### 小学校
市立
- 岡山市立福浜小学校
- 岡山市立平福小学校
- 岡山市立福島小学校
- 岡山市立南輝小学校
- 岡山市立芳泉小学校
  - ひばり分校

- 岡山市立浦安小学校
- 岡山市立芳田小学校
- 岡山市立芳明小学校
- 岡山市立甲浦小学校
- 岡山市立小串小学校
- 岡山市立妹尾小学校

- 岡山市立東疇小学校
- 岡山市立箕島小学校
- 岡山市立福田小学校
- 岡山市立興除小学校
- 岡山市立曽根小学校
- 岡山市立第一藤田小学校

- 岡山市立第二藤田小学校
- 岡山市立第三藤田小学校
- 岡山市立灘崎小学校
  - 迫川分校
- 岡山市立七区小学校
- 岡山市立彦崎小学校

### 幼稚園
市立
- 岡山市立芳田幼稚園
- 岡山市立小串幼稚園
- 岡山市立浦安幼稚園
- 岡山市立福浜幼稚園
- 岡山市立甲浦幼稚園
- 岡山市立平福幼稚園

- 岡山市立芳泉幼稚園
- 岡山市立芳明幼稚園
- 岡山市立福田幼稚園
- 岡山市立妹尾幼稚園
- 岡山市立灘崎幼稚園

私立
- 朝日塾幼稚園
- あけぼの幼稚園
- 第一ひかり幼稚園
- 第三ひかり幼稚園

### 特別支援学校
- 岡山県立岡山南支援学校

## 交通

### 鉄道
西日本旅客鉄道（JR西日本）
- ■宇野線（瀬戸大橋線）： （北区） - 備前西市駅 - 妹尾駅 - 備中箕島駅 - （この間都窪郡早島町 - 倉敷市） - 彦崎駅 - 備前片岡駅 - 迫川駅 - （玉野市）
- ■本四備讃線（瀬戸大橋線）：（倉敷市） - 植松駅 - （倉敷市）

#### 廃止鉄道線
- 岡山臨港鉄道

### バス
- 岡電バス
- 両備バス
- 下電バス

### 道路
一般国道
- 国道2号岡山バイパス
- 国道30号

- 岡山県道21号岡山児島線
- 岡山県道22号倉敷玉野線
- 岡山県道40号岡山港線
- 岡山県道45号岡山玉野線
- 岡山県道73号箕島高松線

- 岡山県道74号倉敷飽浦線
- 岡山県道152号倉敷妹尾線
- 岡山県道212号浦安豊成線
- 岡山県道213号福島橋本線
- 岡山県道214号洲崎米倉線

- 岡山県道217号飽浦東児線
- 岡山県道244号当新田中仙道線
- 岡山県道267号藤田妹尾線
- 岡山県道399号金甲山線
- 岡山県道463号長谷小串線

### 航空
- 岡南飛行場

## 観光地
- 金甲山
- 岡山市サウスヴィレッジ
- なださきレークサイドパーク
- 平田食事センター本店（2015年をもって閉鎖[5]）
  - 痛車乗りの聖地とも言うべきドライブインで、駐車場に多数の痛車が駐車してイベントが多く行われている。痛車イベント発祥の地とも言われ、テレビで取り上げられたこともある程である。しかし、2015年6月16日をもって34年の歴史に幕を下ろした[5]。

## 文化施設

### 美術館・博物館
- 岡山岡南・吉兆庵美術館

### 図書館
- 岡山市立浦安総合公園図書館（総合文化体育館内）
- 岡山市立灘崎町図書館

### スポーツ
- 浦安総合公園
  - 岡山市総合文化体育館（浦安総合公園内）
- 野球場
  - 小串スポーツ広場多目的広場
  - 浦安総合公園野球場
  - 山田グリーンパーク野球場
  - 藤田都スポーツ広場
- ソフトボール場
  - 山田グリーンパーク ソフトボール兼サッカー場
- サッカー場
  - 当新田公園サッカー場
  - 小串スポーツ広場多目的広場
  - 山田グリーンパークソフトボール兼サッカー場
- プール
  - 岡山市立市民屋内温水プール
  - ウェルポートなださき
  - コート岡山南
- テニスコート
  - 浦安総合公園テニスコート
  - 小串スポーツ広場テニスコート
  - 興除テニスコート
  - 山田グリーンパークテニスコート
- 武道場
  - 岡山市総合文化体育館武道場

### 映画館
- TOHOシネマズ岡南

## 出身者
文化・芸能・メディア
- 大森うたえもん（タレント、1959年（昭和34年）- ）
- 中西圭三（シンガーソングライター・作曲家、1964年（昭和39年）- ）
- 浅越ゴエ（「ザ・プラン9」・芸人、1973年（昭和48年）- ）

スポーツ選手
- 川相昌弘（元プロ野球選手、1964年（昭和39年）- ）
- 橋本直子（バレーボール選手、1984年（昭和59年）- ）
- 上田剛史（元プロ野球選手、1988年（昭和63年）- ）
- 野本圭（元プロ野球選手、1984年（昭和59年）- ）
- 佐野恵太（プロ野球選手、1994年（平成6年）- ）
- 佐藤光留（プロレスラー・パンクラスmission所属、1980年（昭和55年）- ）

## 境域
詳しくは岡山市の町・字一覧を参照。
- 青江六丁目
- 飽浦
- あけぼの町
- 阿津
- 泉田一丁目 - 五丁目[6]
- ^ 植松[7]
- 内尾
- 浦安西町
- 浦安本町
- 浦安南町
- 大内田
- 大福
- ^ 奥迫川
- 海岸通一丁目 - 二丁目
- ^ 片岡
- ^ 川張
- 神田町
- 北浦
- ^ 北七区
- 郡

- 小串
- 古新田
- 市場一丁目 - 二丁目
- 下中野（一部）[8]
- 新福一丁目 - 二丁目
- 新保
- 洲崎一丁目 - 三丁目
- 妹尾
- 妹尾崎
- ^ 宗津
- 曽根
- 立川町
- 築港栄町
- 築港新町一丁目 - 二丁目
- 築港ひかり町
- 築港緑町一丁目 - 三丁目
- 築港元町
- 千鳥町
- 当新田
- 富浜町

- 豊成
- 豊成一丁目 - 三丁目
- 豊浜町
- 中畦
- 並木町一丁目 - 二丁目
- 南輝一丁目 - 三丁目
- 西市（一部）[9]
- 西畦
- ^ 西紅陽台一丁目 - 三丁目
- ^ 西高崎
- ^ 西七区
- ^ 迫川
- 浜野一丁目 - 四丁目
- 東畦
- ^ 彦崎
- 平田
- 平福一丁目 - 二丁目
- 福島一丁目 - 四丁目
- 福田
- 福富中一丁目 - 二丁目

- 福富西一丁目 - 三丁目
- 福富東一丁目 - 二丁目
- 福成一丁目 - 三丁目
- 福浜町
- 福浜西町
- 福吉町
- 藤田
- 松浜町
- 万倍
- 箕島
- 三浜町一丁目 - 二丁目
- 宮浦
- 山田
- 米倉
- 若葉町
- 芳泉一丁目 - 四丁目[10]